# Amir Johnson
Amir Jalla Johnson (nascut l'1 de maig de 1987 a Los Angeles, Califòrnia) és un jugador professional de bàsquet que juga als Boston Celtics de l'NBA.
Va ser seleccionat per Detroit Pistons en el Draft de 2005 en la 56a posició. La seua primera cistella en la lliga va ser una impressionant esmaixada davant Minnesota Timberwolves, el 24 de gener de 2006. El 23 de juny de 2009, Johnson va ser traspassat a Milwaukee Bucks com a part de l'intercanvi entre Bucks, Pistons i els San Antonio Spurs, en el qual s'incloïa Richard Jefferson. El 18 d'agost de 2009, Johnson va ser traspassat a Toronto Raptors juntament amb Sonny Weems a canvi de Carlos Delfino i Roko Ukić. L'1 de juliol de 2015, Amir Johnson signa un contracte per 2 anys i 24 milions de dòlars amb els Celtics.